# Heleen bij de Vaate
Heleen bij de Vaate (* 23. Juni 1974 in Creil, Noordoostpolder) ist eine ehemalige niederländische Triathletin. Sie ist Europameisterin auf der Langdistanz (2014) und Ironman-Siegerin (2008).

## Werdegang
1995 nahm sie bei ihrem ersten Triathlon teil und seit 2007 startete sie als Profi-Triathletin.
Am 13. September 2014 siegte sie bei der Challenge Almere-Amsterdam und wurde damit Europameisterin über die Langdistanz. Seit 2014 tritt sie nicht mehr international in Erscheinung.
Heleen bij de Vaate ist verheiratet  und lebt mit ihrem Mann in Stein.

## Sportliche Erfolge
| Datum/Jahr | Rang | Wettbewerb                | Austragungsort | Zeit     | Bemerkung |
| ---------- | ---- | ------------------------- | -------------- | -------- | --- |
| Juli 2009  | 1    | Hansgrohe Triathlon       | Offenburg      | 04:51:59 | Siegerin auf der Mitteldistanz (1,9 km Schwimmen, 90 km Radfahren und 21,1 km Laufen) vor der Deutschen Kathrin Pätzold |
| 2009       | 2    | Ironman 70.3 South Africa | East London    | 04:57:00 | etwa 10 min hinter Lucie Zelenková                                                                                      |

| Datum/Jahr    | Rang | Wettbewerb                                                   | Austragungsort    | Zeit     | Bemerkung                                                                                   |
| ------------- | ---- | ------------------------------------------------------------ | ----------------- | -------- | ------------------------------------------------------------------------------------------- |
| 13. Sep. 2014 | 1    | ETU Challenge Long Distance Triathlon European Championships | Almere            | 09:16:26 | Europameisterin auf der Langdistanz bei der Challenge Almere-Amsterdam; Nationale Meisterin |
| 18. Mai 2013  | 2    | Ironman Lanzarote                                            | Puerto del Carmen | 10:09:31 |                                                                                             |
| 3. Nov. 2012  | 10   | Ironman Florida                                              | Panama City       | 09:30:57 |                                                                                             |
| 8. Sep. 2012  | 1    | Almere-Triathlon                                             | Almere            |          | Siegerin auf der Ironman-Distanz (3,8 km Schwimmen, 180 km Radfahren und 42,195 km Laufen)  |
| 19. Mai 2012  | 3    | Ironman Lanzarote                                            | Puerto del Carmen | 10:17:34 |                                                                                             |
| 24. Juli 2011 | 9    | Ironman Germany                                              | Frankfurt         |          |                                                                                             |
| 3. Juli 2011  | 4    | Ironman Austria                                              | Klagenfurt        | 08:56:11 | neue persönliche Ironman-Bestzeit                                                           |
| 25. Juli 2010 | 2    | Ironman Switzerland                                          | Zürich            | 09:23:50 |                                                                                             |
| 13. März 2010 | 18   | Abu Dhabi International Triathlon                            | Abu Dhabi         | 07:47:17 | 3 km Schwimmen, 200 km Radfahren und 20 km Laufen                                           |
| 23. Nov. 2008 | 1    | Ironman Arizona                                              | Tempe             |          |                                                                                             |
| 2008          | 2    | Ironman Lanzarote                                            | Playa del Carmen  | 10:12:07 | hinter Bella Comerford                                                                      |
| 2007          | 2    | Ironman Florida                                              | Panama City       |          |                                                                                             |
| 2006          | 3    | Ironman Lanzarote                                            | Playa del Carmen  |          |                                                                                             |
| 2003          | 2    | Almere-Triathlon                                             | Almere            | 09:50:51 |                                                                                             |

| Datum/Jahr    | Rang | Wettbewerb       | Austragungsort    | Zeit     | Bemerkung                                                                      |
| ------------- | ---- | ---------------- | ----------------- | -------- | ------------------------------------------------------------------------------ |
| 25. Apr. 2010 | 4    | Powerman Holland | Horst aan de Maas | 03:11:49 | Duathlon-Europameisterschaft (15 km Laufen, 62 km Radfahren und 7,5 km Laufen) |

(DNF – Did Not Finish)